# Wu Shuijiao
Wu Shuijiao, född 19 juni 1991, är en friidrottare från Kina. Hon deltog vid olympiska sommarspelen 2016.